# Sertula pallida
Sertula pallida là một loài thực vật có hoa trong họ Đậu. Loài này được (Besser ex Ser.) Kuntze miêu tả khoa học đầu tiên năm 1891.